# Hartlepool
Hartlepool és un poble del districte de Hartlepool, Durham, Anglaterra. Té una població de 89.608 habitants i districte de 92.817.